# Чернихово
Чернихово (біл. Чэрніхава) — село в Білорусі, у Барановицькому районі Берестейської області. Орган місцевого самоврядування — Вольновська сільська рада.

## Населення
За переписом населення Білорусі 2009 року чисельність населення села становило 47 осіб.